# Independance
INDEPENDANCE (ang. independence - niepodległość) to jedna z popularniejszych w Polsce imprez masowych z muzyką elektroniczną, organizowana przez MDT Agency.

## Historia
Projekt INDEPENDANCE (dawniej INDEPENDENCE) powstał w momencie zerwania współpracy pomiędzy MDT Agency a Klubem Ekwador. Nazwa jest jednoznacznie związana z dniem 11 listopada - Narodowym Świętem Niepodległości. Pierwsza edycja festiwalu odbyła się w listopadzie 2004 roku w Poznańskiej Hali Arena.
Celem organizatorów było przybliżenie fragmentu Historii Polski w nietypowy, przystępny dla pewnych grup społecznych sposób. Plan przekazania podstawowej wiedzy na temat 11 listopada spotkał się z aprobatą mediów.
Elementem wyróżniającym festiwal INDEPENDANCE na tle innych wydarzeń tego typu jest tzw. edycja On Tour - na następny dzień impreza jest przenoszona w inne miejsce Polski. W wyniku niższego zainteresowania INDEPENDANCE On Tour organizator rozważa zrezygnowanie z kilkudniowej formy imprezy.